# Mihail Čipurin
Mihail Aleksejevič Čipurin (rus. Михаил Алексеевич Чипурин) (Moskva, Rusija, 17. studenog 1980.) je ruski rukometaš i nacionalni reprezentativac. Čipurin je bio član ruske reprezentacije koja je 2004. na Olimpijadi u Ateni osvojila broncu u utakmici protiv Mađarske. Tada je Mihail Čipurin odigrao svih osam utakmica na turniru pri čemu je postigao šest golova.
Igrač je od 2002. član rukometne momčadi Čehovski Medvedi te je s njome u razdoblju od 2004. do 2011. osvojio osam uzastopnih naslova nacionalnog prvaka.